# یواس‌اس ورمانت (بی‌بی-۲۰)
یواس‌اس ورمانت (بی‌بی-۲۰) (به انگلیسی: USS Vermont (BB-20)) یک کشتی بود که طول آن ۴۵۶٫۳ فوت (۱۳۹٫۱ متر) بود. این کشتی در سال ۱۹۰۵ ساخته شد.